# 西原寛
西原 寛（にしはら ひろし、1955年3月21日 - ）は、日本の化学者。東京理科大学特任副学長・総合研究院院長、東京大学名誉教授。専門分野は錯体化学・電気化学・光化学など 。

## 人物
鹿児島県生まれ。東京大学の佐佐木行美教授の指導のもとで窒素固定をテーマに研究を行い、1982年に金属に配位した窒素分子を還元する反応の論文で理学博士の学位を取得した。同年、金属表面の腐食反応を研究していた慶應義塾大学の荒牧国次教授の研究室の助手となり、電気化学を学んだ。
1980年代には有機金属ポリマーの研究を開始し、1990年代から2000年代にかけて有機金属導電性ポリマーの概念の確立に貢献したほか、有機導電性ポリマーフィルムやπ共役した多核金属錯体の酸化還元挙動について報告した。2000年には遷移金属錯体とアゾベンゼンやスピロピランといったフォトクロミズムを示す有機分子を組み合わせたフォトクロミック金属錯体の研究を開始し、多くのユニークな性質を持つフォトクロミック金属錯体を生み出した。
近年は電極上の導電性分子ワイヤに関する研究や金属錯体ナノシート等、よりインテリジェントなデバイス応用を目指した研究を行い、配位プログラミングの研究分野を提唱している

。

## 経歴
- 1973年 - ラサール高等学校 卒業
- 1977年 - 東京大学理学部化学科 卒業
- 1982年 - 東京大学大学院理学系研究科化学専門課程 修了（理学博士）
- 1982年 - 慶應義塾大学理工学部化学科 助手
- 1987 - 1989年 - ノースカロライナ大学チャペルヒル校 客員研究員（併任）
- 1990年 - 慶應義塾大学理工学部化学科 専任講師
- 1992年 - 同 助教授
- 1994年 - 1996年 - 科学技術振興事業団 さきがけ研究21研究員（併任）
- 1996年 - 東京大学理学系研究科化学専攻 教授
- 2020年 - 東京大学理学系研究科化学専攻を定年退職[5]
- 2020年 - 東京理科大学研究推進機構総合研究院 嘱託教授
- 2020年 - 東京大学名誉教授
- 2022年 - 東京理科大学研究推進機構総合研究院 院長
- 2023年 - 東京理科大学特任副学長

## 研究
ナノマテリアルの創製、クロミック金属錯体・新規金属触媒などの開発を進めている。
近年は、金属錯体ナノシートの創製・金属錯体分子ワイヤの作製及び電子移動挙動の評価・分子修飾電極・多重機能性金属錯体・発光性分子の光機能開拓・高効率Si-C結合生成・機能性ナノ粒子・生体分子素子等について論文を報告している。

## 受賞
- 1992年 - 日本化学会「若い世代の特別講演会」
- 2003年 - 日本化学会学術賞「新しいπ共役錯体系の創製と多重物性・機能に関する研究」
- 2005年 - ボルドー第一大学 fr:Université Bordeaux-I, レクチャーシップ
- 2011年 - ボルドー第一大学, Doctorate Honoris Causa（名誉博士号）[6]
- 2011年 - 香港浸会大学、レクチャーシップ
- 2014年 - 科学技術分野の文部科学大臣表彰科学技術賞[7]
- 2014年 - 英国王立化学会フェロー
- 2015年 - 日本錯体化学会賞
- 2015年 - 日本化学会学会賞
- 2020年 - 日本化学会化学教育賞
- 2022年 - 加藤記念賞
- 2024年 - 国立中山大学（台湾）Honorary Chair Professor
- 2025年 - 電気化学会名誉会員